# 拉沙佩勒塔耶费尔
拉沙佩勒塔耶费尔（法語：La Chapelle-Taillefert，法語發音：[la ʃapɛl tajfɛʁ]）是法国克勒兹省的一个市镇，位于该省中部偏西，属于盖雷区，也是大盖雷城市公共社区的一部分。

## 地理
拉沙佩勒塔耶费尔（46°6'2"N, 1°50'22"E）面积14.11 平方千米，位于法国新阿基坦大区克勒兹省，该省份为法国中部省份，位于法國中央高原西北部，北起安德尔省和谢尔省，西接维埃纳省，南至科雷兹省，东临多姆山省，东北与阿列省接壤。
与拉沙佩勒塔耶费尔接壤的市镇（或旧市镇、城区）包括：盖雷、圣克里斯托夫、圣埃卢瓦、圣莱热勒盖雷图瓦、马尔什地区圣维克托。
拉沙佩勒塔耶费尔的时区为UTC+01:00、UTC+02:00（夏令时）。

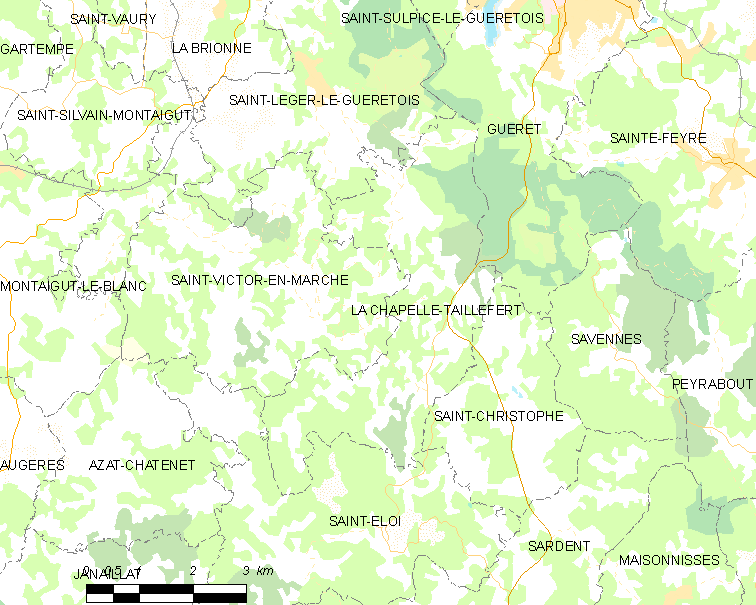
拉沙佩勒塔耶费尔的OSM定位图

## 行政
拉沙佩勒塔耶费尔的邮政编码为23000，INSEE市镇编码为23052。

## 政治
拉沙佩勒塔耶费尔所属的省级选区为盖雷第二县。

## 交通
克勒兹省省道D52线、D940线和D940A线等经过拉沙佩勒塔耶费尔境内。

## 人口

1962-2008年间拉沙佩勒塔耶费尔人口变化图示

拉沙佩勒塔耶费尔于2022年1月1日时的人口数量为444人。